# Jeanne Moos
Jeanne Moos (Pittsburgh, 21 maggio 1950) è una giornalista statunitense, che lavora dal 1981 per la CNN e che si basa principalmente negli studi della rete che si trovano a Manhattan.
Moos è nota al pubblico statunitense per i suoi commenti semiseri alle notizie del momento, che riguardano temi vari, tra i quali politica, sport e televisione.

## Biografia

### Studi
Originaria di Pittsburgh la Moos inizialmente voleva intraprendere una carriera nel giornalismo cartaceo, ma mentre frequentava l'Università di Syracuse (dove ha conseguito una laurea in TV-Radio) decise invece di svolgere attività televisiva. Nel 1976 ottenne il suo primo importante lavoro in televisione, alla WPTZ di Plattsburgh come prima corrispondente femminile della stazione.
Durante il suo lavoro alla WPTZ la Moos ha seguito storie locali e nazionali, tra cui le Olimpiadi invernali del 1980 a Lake Placid. Nel 1981 è entrata alla CNN come giornalista. Fu lì che ebbe modo di seguire varie storie, come quella della corruzione politica alle Nazioni Unite avvenuta durante la Guerra del Golfo del 1991.
Negli anni novanta la Moos iniziò a riferire notizie inedite e fuori dal comune, che vanno dalla politica alla cultura popolare, che divennero in breve il suo marchio di fabbrica. Nel 1995 inizia la trasmissione giornalistica "Making The MOOSt Of It".
Ad oggi la Moos continua a presentare le sue notizie in un segmento chiamato "Moost Unusual" che si vede durante i programmi The Situation Room e Showbiz Tonight, e queste notizie tendono a concentrarsi su argomenti legati alla cultura popolare, facendo uso anche di interviste, scatti di titoli di riviste tabloid e clip raccolte da video su YouTube, oltre a battute scherzose e sarcastiche e a riferimenti a trasmissioni della stessa CNN.